# Witoldów (Budy)
Witoldów – przysiółek wsi Budy w Polsce, położony w województwie świętokrzyskim, w powiecie staszowskim, w gminie Bogoria. Miejscowość należy do parafii Olbierzowice.
W XIX w Witoldów był wsią w gminie Górki w powiecie sandomierskim w odległości 26 wiorst od Sandomierza. Ok. 1880 wieś liczyła 3 domy i 20 mieszkańców. Wieś miała 20 mórg ziemi uprawnej. Wieś wchodziła w skład dóbr Jurkowice.